# Jommekesland
Jommekesland is een voormalige zone in het Belgische pretpark Bobbejaanland. De zone kwam tot stand nadat Bobbejaan Schoepen striptekenaar Jef Nys leerde kennen. Beiden kwamen tot een overeenkomst: Nys schreef het album Jommeke in Bobbejaanland, Schoepen opent een speeltuin met de naam Jommekesland. Deze zone bevond zich ter hoogte van de huidige Aztek Express en Dreamcatcher en de voormalige Parachute Tower. De speeltuin opende in 1979, maar werd in 1982 reeds afgebroken.
Naast diverse klassieke speeltuinattracties had Jommekesland ook een mechanische stier. De mechanische stier bleef nog tot 2008 actief.
Afbeeldingen